# 13209 Arnhem
13209 Arnhem è un asteroide della fascia principale. Scoperto nel 1997, presenta un'orbita caratterizzata da un semiasse maggiore pari a 2,3229033 UA e da un'eccentricità di 0,1247173, inclinata di 2,55066° rispetto all'eclittica.